# Mesochorus scrobiculatus
Mesochorus scrobiculatus là một loài tò vò trong họ Ichneumonidae.